# 頭弁
頭弁（とうのべん）とは平安時代以降の日本の官制において、弁官を兼帯した蔵人頭に対する呼称である。初代蔵人頭の藤原冬嗣が少弁であったように、制度初期には少弁と兼任する例もあったが、10世紀後半以降は中弁もしくは大弁が務めた。
頭弁は近衛中将との兼帯である頭中将と並んで務めることが多く、頭中将は上流貴族出身者が務めたのに対し、頭弁は実務処理能力が重視された。藤原俊憲の『貫頭秘抄』には、頭中将は「禁中万事」を申し行い、頭弁は「天下巨細」を執奏するとされ、頭中将は宮中における側近奉仕を担当し、頭弁は天皇と太政官の間で政務に関する連絡を担当したと記されている。このため、朝廷や摂関家政所において実務官僚を務めた勧修寺流・日野流などの藤原北家や高棟流平氏などの中級貴族の家系から輩出され、後にこれが通例となった。室町時代になると、もっぱら頭弁が「殿上管領頭」として清涼殿南廂の殿上間における雑事の責任者を務めた。
江戸時代に入ると、名家出身の弁官が五位蔵人（定員3名）を経て頭弁に就任する昇進経路が確立されるようになった。